# Judith Shuval
Judith Tannenbaum Shuval (en hebreo: יהודית שובל‎) (Nueva York, 24 de agosto de 1925 - Jerusalén, 27 de julio de 2025) fue una profesora israelí de sociología que enseñó en la Universidad Hebrea de Jerusalén, especializándose en salud pública e inmigración.

## Biografía
Judith Tannenbaum Shuval nació en 1925 en la ciudad de Nueva York. Fue miembro del movimiento Young Judaea y una de las fundadoras del movimiento estudiantil sionista en los Estados Unidos y la primera vicepresidenta del movimiento.[cita requerida]
Recibió su B.A. en 1947 con honores en el Hunter College y luego obtuvo una licenciatura en letras del Seminario Teológico Judío. En 1949 emigró a Israel y trabajó en el Instituto Israelí de Investigación Social Aplicada como investigadora y gerente de proyectos. En este cargo, se centró en el estudio de la absorción de inmigrantes, el asentamiento, la sociología médica y la sociología del bienestar.
Completó su doctorado en sociología en el Radcliffe College en la Universidad de Harvard en 1955. Ese mismo año, fue nombrada asesora sobre absorción de inmigrantes de la Unesco.
Fue contratada por la Universidad Hebrea de Jerusalén como profesora de sociología en 1968. Con el tiempo, se convirtió en la profesora Louis y Pearl Rose de sociología médica. Durante el año académico 1978–1979, y nuevamente en 1981, fue profesora invitada de sociología en la Universidad de Michigan en Ann Arbor. Se retiró en 1994, pero conservó el estatus de profesora emérita.
También representó a Israel ante la Sociedad Europea de Sociología Médica y de la Salud en 1983 y se desempeñó como presidenta de la Asociación Sociológica de Israel de 1986 a 1988.
Falleció en Jerusalén (Israel) el 27 de julio de 2025, a sólo un mes de cumplir sus 100 años.

## Premios y distinciones
- En 1959, Shuval recibió el premio Helen De-Roy, otorgado por la Sociedad para el Estudio de Problemas Sociales.[3]
- En 1965, recibió el Premio Israel de Sociología.[4]
- En 1995, Hadassah le otorgó el Premio Henrietta Szold de Medicina e Higiene pública.[2]

## Obras publicadas
Shuval publicó numerosos libros, entre ellos un estudio sobre la inmigración durante los primeros años de Israel, Inmigrantes en el umbral (1963); Ingreso a la medicina: la dinámica de la transición: un estudio de siete años sobre la educación médica en Israel (1980); Funciones sociales de la práctica médica, escrito con A. Antonovsky y A. M. Davies (1970); dos trabajos sobre médicos inmigrantes soviéticos en Israel, uno escrito antes y otro después del colapso de la URSS, Recién llegados y colegas: médicos inmigrantes soviéticos en Israel (1983), y Médicos inmigrantes: ex médicos soviéticos en Israel, Canadá y los Estados Unidos (1997, escrito con J. H. Bernstein); un libro sobre la experiencia del envejecimiento en Israel, Apoyo informal a los adultos mayores: redes sociales en un barrio de Jerusalén (1982); tres libros sobre la sociología de la salud en Israel, Dimensiones sociales de la salud: la experiencia israelí (1992) y Estructura social y salud en Israel (2000, escrito con O. Anson) y Alternativa y biomedicina en Israel: fronteras y puentes (2012).